# Rua Akeman (Cambridgeshire)

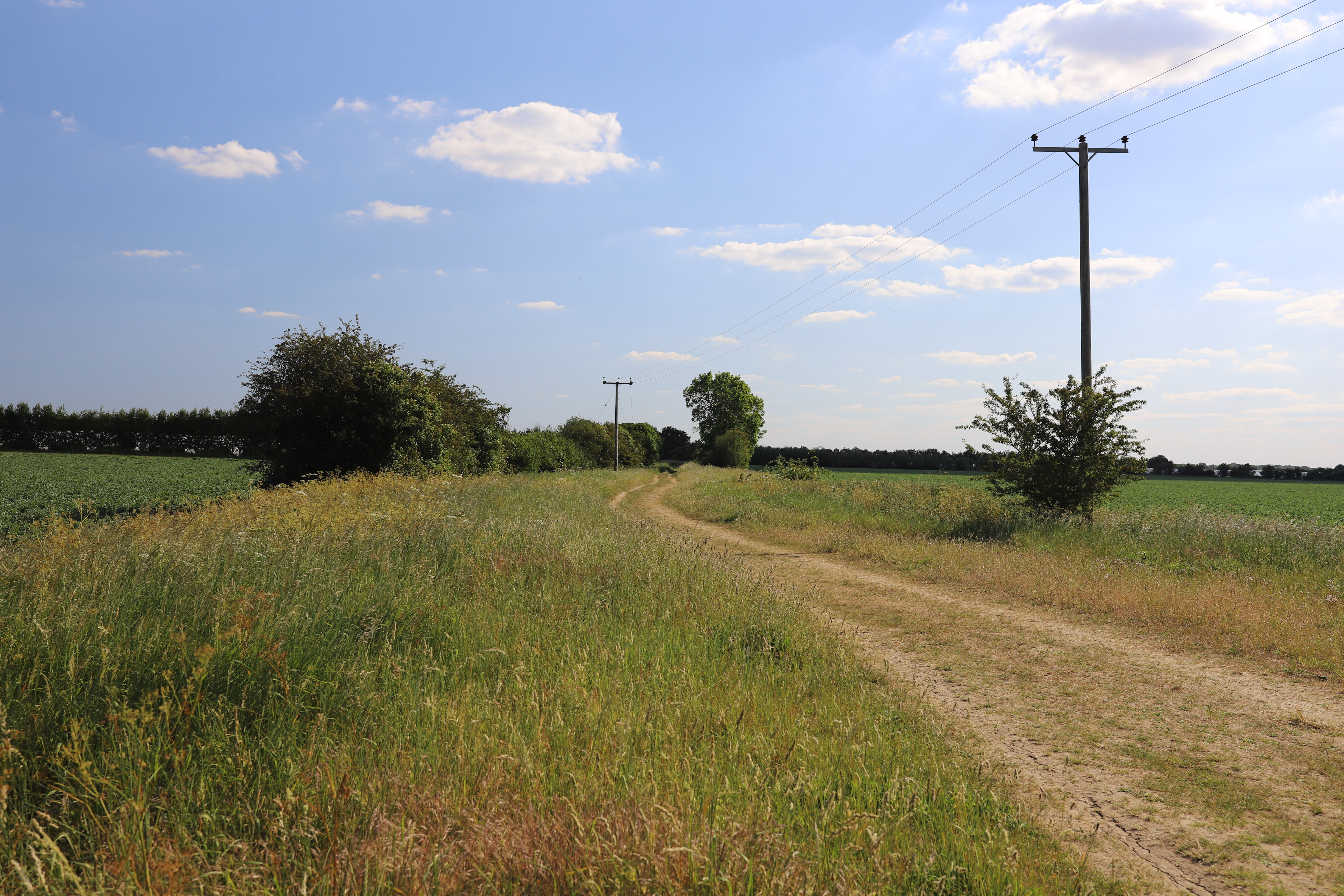
A rua Akeman perto de Landbeach, Cambridgeshire

A rua Akeman é o nome dado a uma estrada romana no leste da Inglaterra que vai de Cambridgeshire até à costa norte de Norfolk. Tem aproximadamente 75 mi (121 km) de comprimento e estende-se aproximadamente de norte a nordeste.
A rua Akeman juntou-se à rua Ermine perto de Wimpole Hall e depois segue para o nordeste até ao assentamento em Durolipons (hoje Cambridge), onde cruzou uma estrada romana agora conhecida como Via Devana. No norte de Cambridge, a estrada seguia a actual Stretten Avenue, Carlton Way e Mere Way, passando a nordeste por Landbeach antes de se juntar à actual A10 e seguir em direcção a Ely e The Fens. De seguida, chegava a Denver e à costa em Brancaster.
A estrada foi construída por cima de um caminho anterior em algum momento do século II d.C., ou até mais tarde, e especulou-se que era parte da criação de uma propriedade imperial sob o governo de Adriano.